# Amã
Amã (em árabe: عمان ʿAmmān) é a capital e a maior cidade do Reino Hachemita da Jordânia. A cidade tem quatro milhões de habitantes, sendo o centro de decisões políticas, culturais e comerciais do país. Amã é uma das mais antigas cidades continuamente habitadas do mundo. Amã também é a sede administrativa da governadoria homônima.
Amã foi nomeada uma das melhores cidades do Oriente Médio e Norte da África, para acordos de ordem econômica, trabalhista, ambiental e de valorização de fatores sócio-culturais.

## História

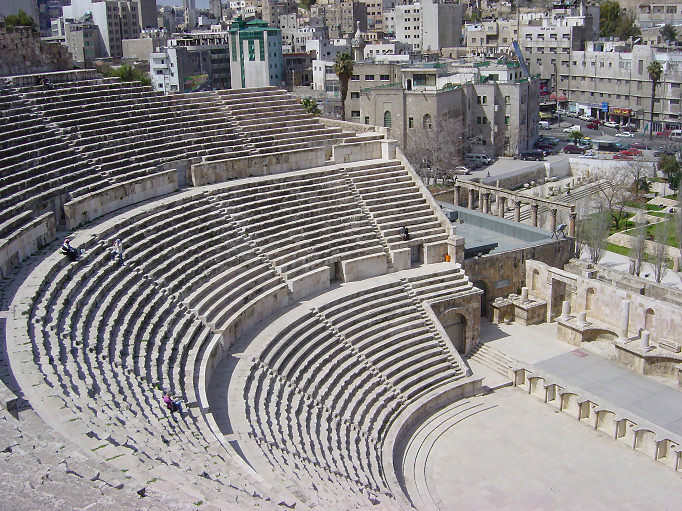
Teatro romano de Amã

Durante sua longa história, Amã foi habitada por diversas civilizações. A primeira civilização que se tem registro data do período neolítico, por volta de 8 500 a.C., quando as descobertas arqueológicas em Aim-Gazal, localizada no leste de Amã, mostraram evidências de não apenas uma vida resolvida, mas também o crescimento do trabalho artístico, o que sugere que uma civilização bem desenvolvida habitou a cidade naquela época. No século XIII a.C. era chamada Amã Rabate Amom (Amã Rabbath Amon) ou Amom-Rabate (Amon Rabat) pelos amonitas. Na Bíblia hebraica, é referido como Rabate Amom (Rabbat ʿAmon; hebraico tiberiano Rabbat Amon). Mais tarde foi conquistada pelos assírios, seguido pelos persas, e depois os gregos. Ptolomeu II Filadelfo, o governante do Reino Ptolemaico do Egito, rebatizou-a de Filadélfia. A cidade se tornou parte do Reino Nabateu até 106 d.C., quando passou ao controle romano e ingressou na Decápole.

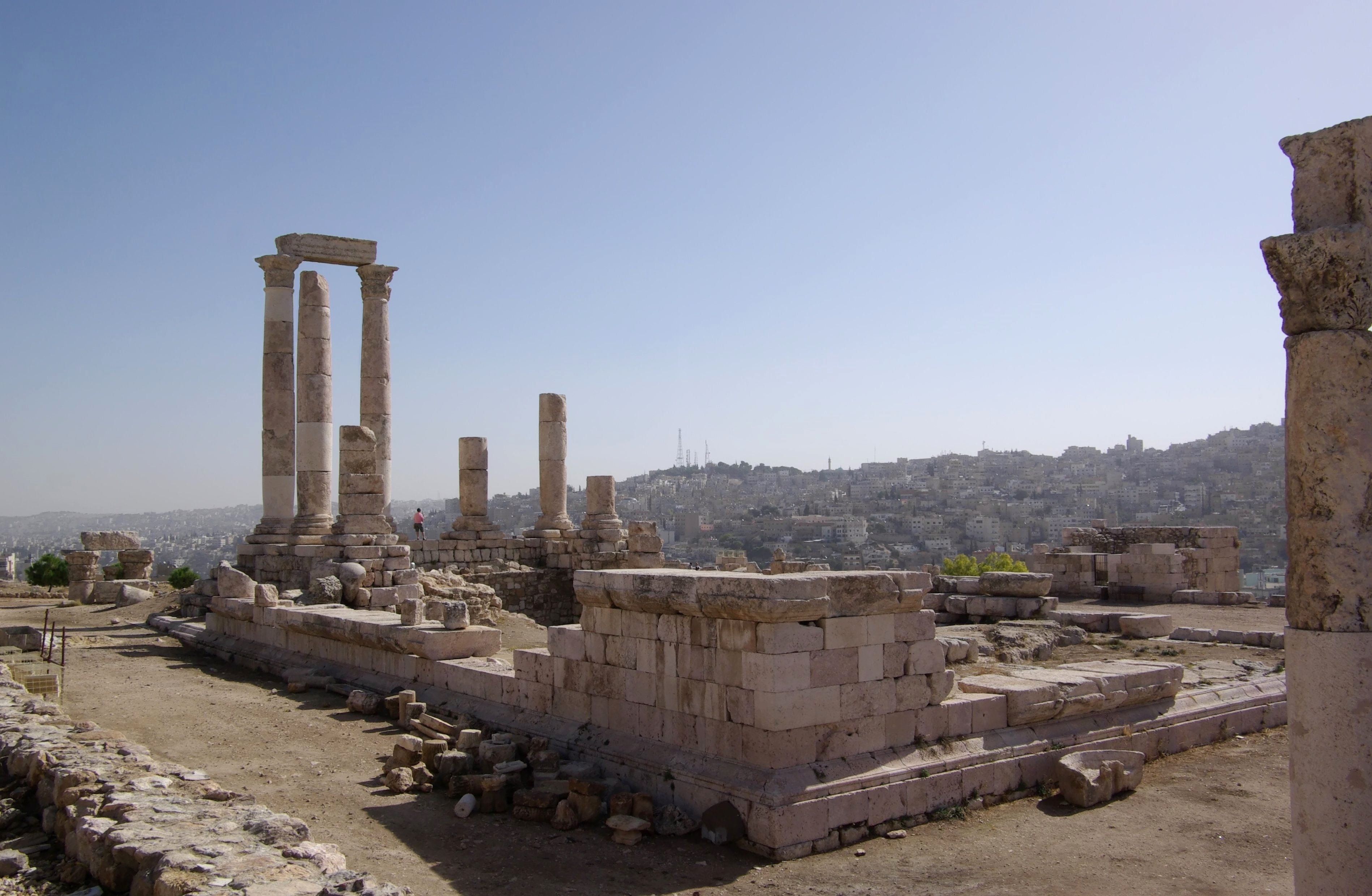
Templo de Hércules na Cidadela de Amã

Em 326, o cristianismo se tornou religião do império e Filadélfia tornou-se sede de um bispado, durante o início da era bizantina. As igrejas deste período podem ser vistas na região da Cidadela de Amã. Filadélfia foi rebatizada de Amã durante a era gassânida, e floresceu como capital do Califado sobre os Omíadas (de Damasco) e os Abássidas (em Bagdá). Foi então destruída por vários terremotos e desastres naturais, permanecendo uma somente pequena vila e uma pilha de ruínas até a liquidação pelos circassianos em 1887. Tudo mudou quando o sultão otomano, decidiu construir a estrada de ferro do Hejaz, que liga Damasco e Medina, facilitando tanto a peregrinação anual do haje e a expansão comercial permanente, colocando Amã, uma estação principal, de volta ao mapa comercial.
Em 1921, Abdullah I da Jordânia escolheu Amã, em vez de al-Salte, como sede do governo de seu estado recém-criado, o Emirado da Transjordânia, e mais tarde como a capital do Reino Haxemita da Jordânia. Como não havia um edifício palaciano, começou seu reinado a partir da estação, com seu escritório em um vagão de trem. Amã permaneceu como uma pequena cidade até 1948. Em 1967 a população aumentou consideravelmente devido a um afluxo de refugiados palestinos do que é agora Território Palestino Ocupado por Israel. Amã experimentou um desenvolvimento excepcionalmente rápido desde 1952 sob a liderança de dois Reis Haxemitas, Hussein da Jordânia, Abedalá II.

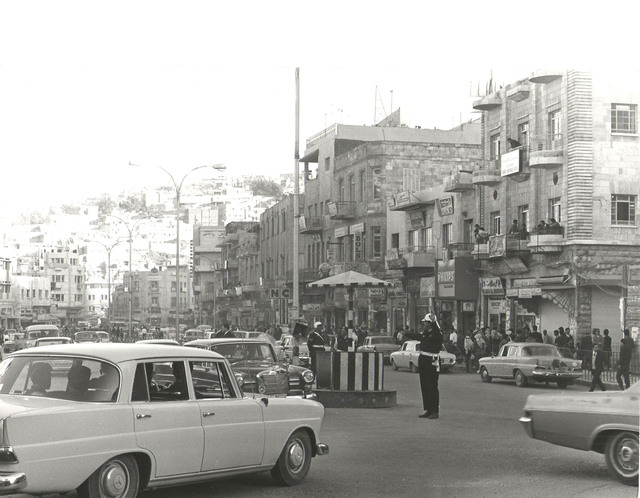
Amã na década de 70

Em 1970, Amã foi palco de grandes confrontos entre a Organização para Libertação da Palestina (OLP) e o exército jordaniano. Todos os edifícios ao redor do Palácio Real sofreram pesados danos devido aos bombardeios. A população da cidade continua a se expandir a um ritmo vertiginoso (alimentada pelos refugiados que escaparam da guerra na Cisjordânia e Iraque). A cidade recebeu os refugiados provenientes destes países em um número de ocasiões. Os primeiros de refugiados palestinos chegaram em 1948. Um segundo grupo após a Guerra dos Seis Dias em 1967. O terceira grupo de refugiados palestinos, jordanianos e Asiáticos, chegaram em Amã a partir do Kuwait depois da Guerra do Golfo de 1991. O primeiro grupo de refugiados iraquianos se estabeleceram na cidade após a primeira Guerra do Golfo, uma segundo grupo também chegou depois da invasão do Iraque em 2003. Durante os últimos 10 anos, o número de novos edifícios na cidade tem aumentado drasticamente, com novos bairros surgindo a cidade cresce em um ritmo muito rápido (particularmente, no oeste de Amã), forçando o abastecimento de água, que é escassa na Jordânia como um todo, e Amã a expor os perigos da rápida expansão na ausência de cuidadoso planejamento municipal.
Em 9 de novembro de 2005, explosões coordenadas abalaram três hotéis em Amã, resultando na morte de 60 pessoas e ferimentos em outras 115. Al-Qaeda reivindicou a responsabilidade pelo ato, que foi realizado, apesar do fato da cidade de Zarca, a menos de 30 km de Amã, ser o berço da Al Qaeda. A brutalidade do ataque, que visava, entre outras coisas, uma festa de casamento sendo realizada em um dos hotéis, causou revolta generalizada em toda a sociedade jordaniana. Grandes protestos e vigílias seguiram o rastro dos ataques.

## Geografia

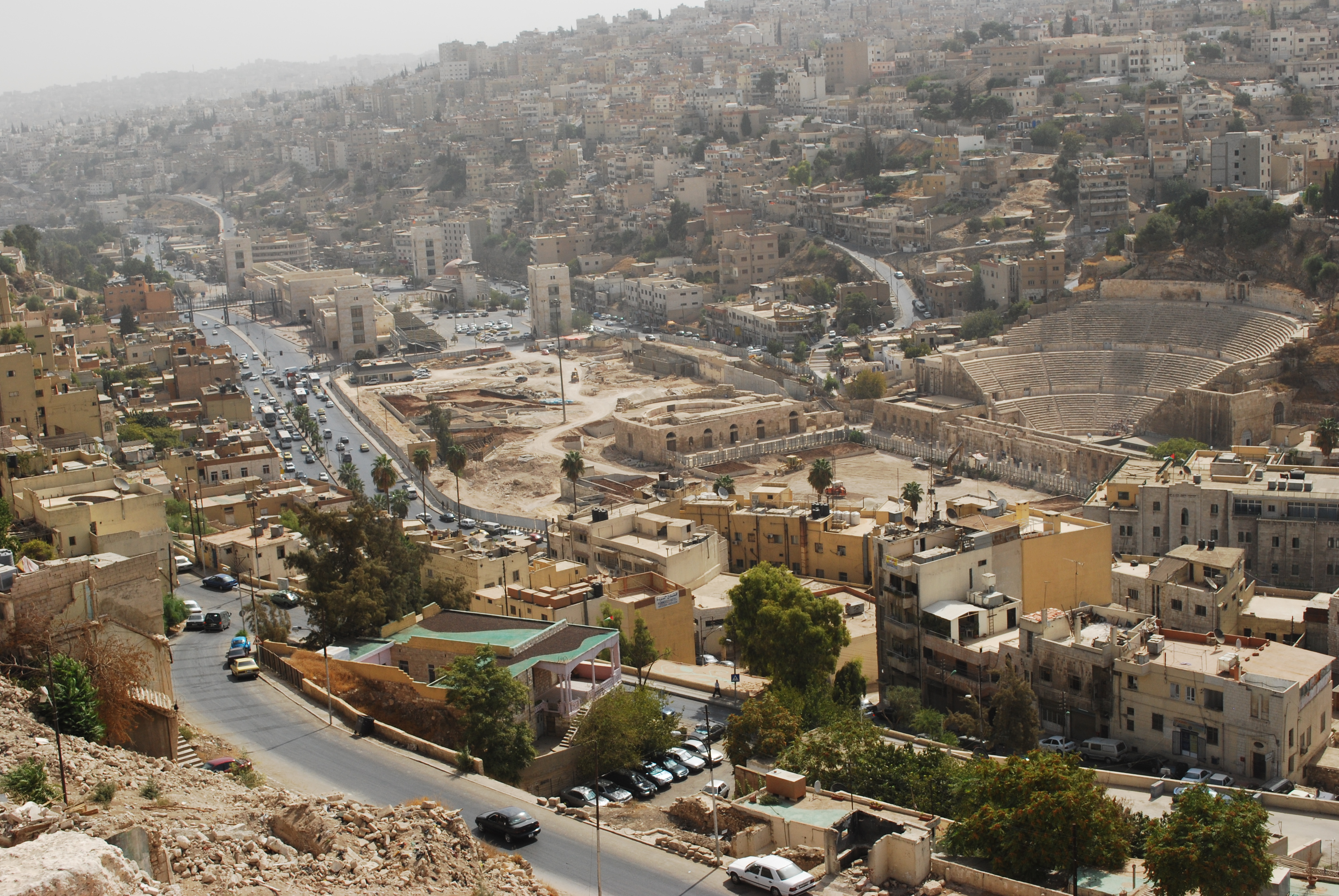
Relevo acidentado de Amã

Amã, está localizada em uma área muito montanhosa no noroeste Jordânia. A cidade foi originalmente construída sobre sete colinas, mas agora já se estende por uma área de dezenove colinas (conhecidas como Jabal, Tal, Monte ou Montanha). As principais áreas de Amã ganharam de seus nomes de acordo com montes e montanhas em que se encontram. As elevações de montes e montanha da cidade, podem variar de 780 m, 1 400 m. O grande nível de elevação pode ser claramente visto nas ruas da cidade, como algumas ruas são muito íngremes são feitas escadarias para ser possível caminha-las.

### Clima
A localização e a altitude de Amã tem um efeito profundo sobre o seu clima. A primavera é curta, leve e dura menos de um mês, de abril a maio, com chuva durante a manhã e à tarde. As altas temperaturas são em torno de 14 °C e a baixas chegam aos de 7 °C, por várias vezes chegando perto de 0 °C, causando várias tempestades de neve.
Amã tem verões longos a partir de final de maio ao início de Outubro. Durante o Verão, as temperaturas ficam entre 25 °C e 33 °C, geralmente com umidade muito baixa e brisas frequentes. A maioria dos verões não tem chuva e o céu fica sem nuvens, durante o dia. Durante as noites de verão é comum fazer muito frio na cidade.

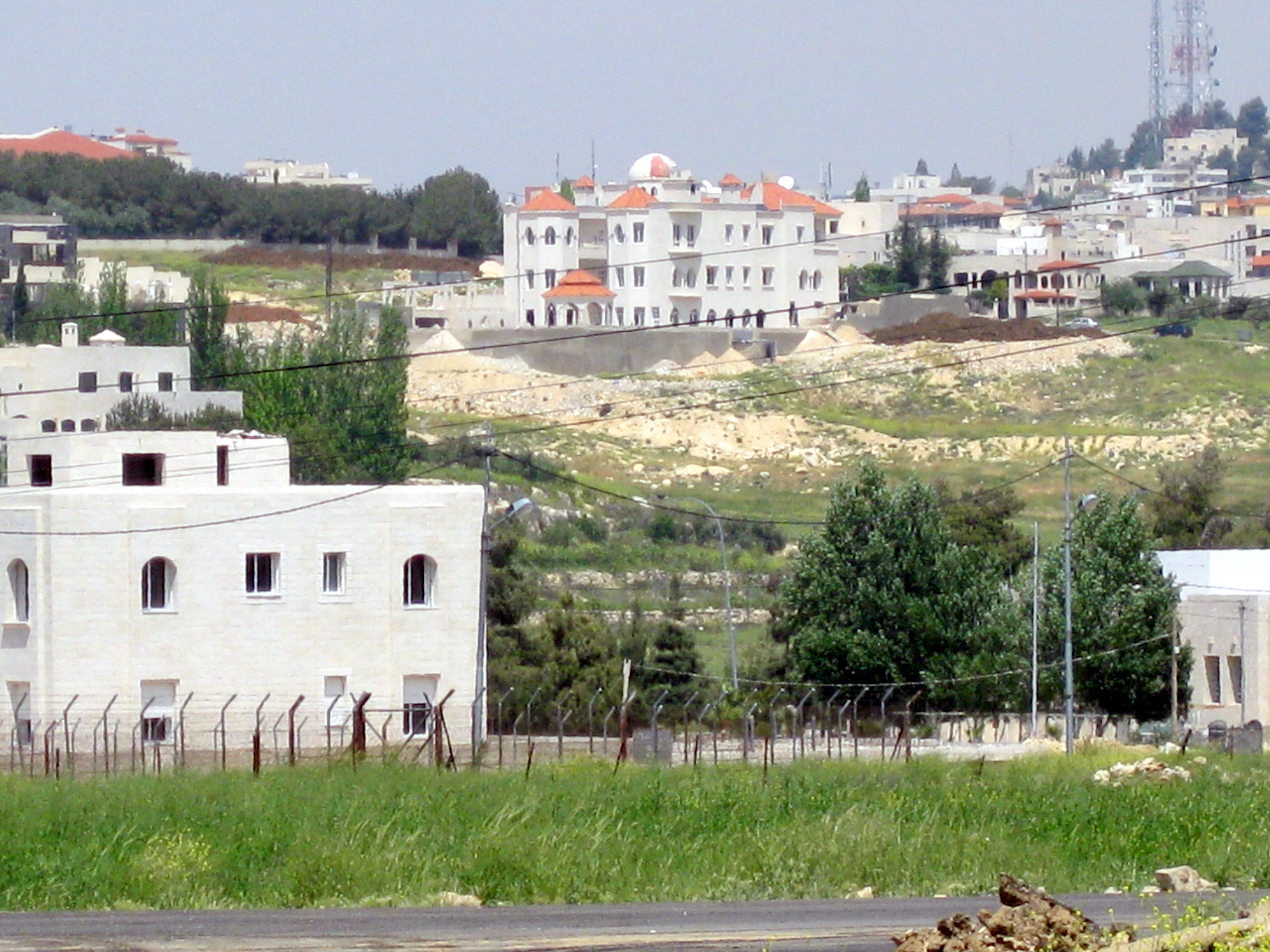
Subúrbio de Amã

O outono é geralmente curto, e dura de Outubro a finais de Novembro ou meados de Dezembro. Pode variar sendo muito chuvoso e até mesmo nevando, ou árido e seco. Há casos, quando a temporada outono é uma continuação do verão, trazendo as tempestades de areia que raramente ou nunca ocorrem durante os verões mais quentes, ou a exemplo do outono de 2005, em que não houve chuva alguma. Em várias outras ocasiões, outono e inverno se combinam e criam um inverno frio e prolongado.
O inverno em Amã é longo e frio, geralmente começa no final de novembro e continua até meados de abril, e se vê com frequência temperaturas próximas ou inferiores a 0 °C, com a neve caindo geralmente poucas vezes por ano. O inverno em Amã é normalmente um dos mais frios do Oriente Médio, devido à elevação da cidade. Nos invernos geralmente ocorrem muitas chuvas e tempestades de chuva, com alguns delas acompanhados de trovoadas e temperaturas em torno de 4 °C. As temperaturas à noite caem e ficam abaixo de 0 °C congelando a chuva acumulada. Chuva é muito comum, e o orvalho nas manhãs de inverno, são normalmente encontrados congelados até dez horas. Em média há pelo menos uma tempestade severa de neve a cada dois anos acumulando até 15 ou 20 centímetros de neve nos pontos mais movimentados da cidade.
O tempo em Amã é altamente imprevisível, sobretudo no inverno. Muitas vezes haverá uma manhã muito agradável e ensolarada, seguida de uma tarde fria, com neve ou chuva, ou vice-versa. As temperaturas são conhecidos por queda ou ascensão repentinas. Nevoeiros podem às vezes cobrir toda a cidade por dias ou até semanas, e as trovoadas, embora pouco frequentes, podem acontecer de repente. As temperaturas agradáveis do verão podem se transformar em ondas de calor que de repente elevam a temperatura da cidade para 36 °C e, em alguns casos raros e mais graves para até 41 °C, como ocorreu durante o verão de 1999. O inconveniente do tempo muito mais comum é a queda súbita de temperatura que ocorre durante as noites de verão acompanhadas por ventos moderados e, em alguns casos geada.

## Distritos

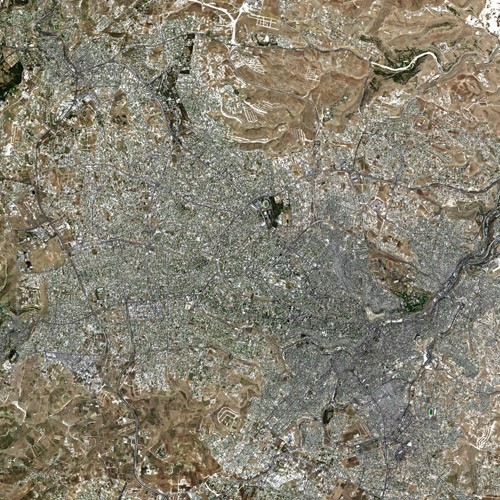
Amã em fotografia de satélite

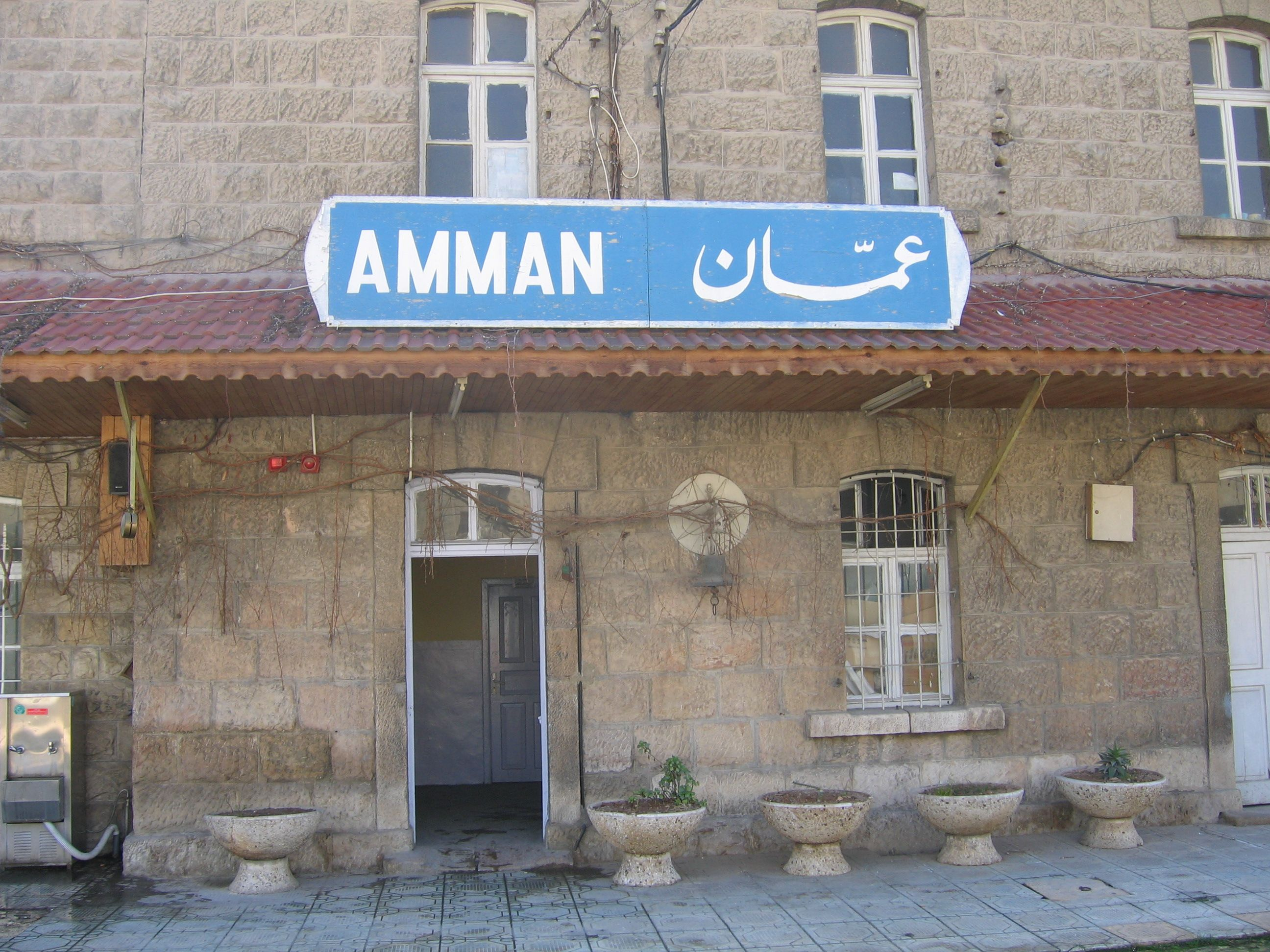
A antiga estação de trem de Ferrovia Hejaz

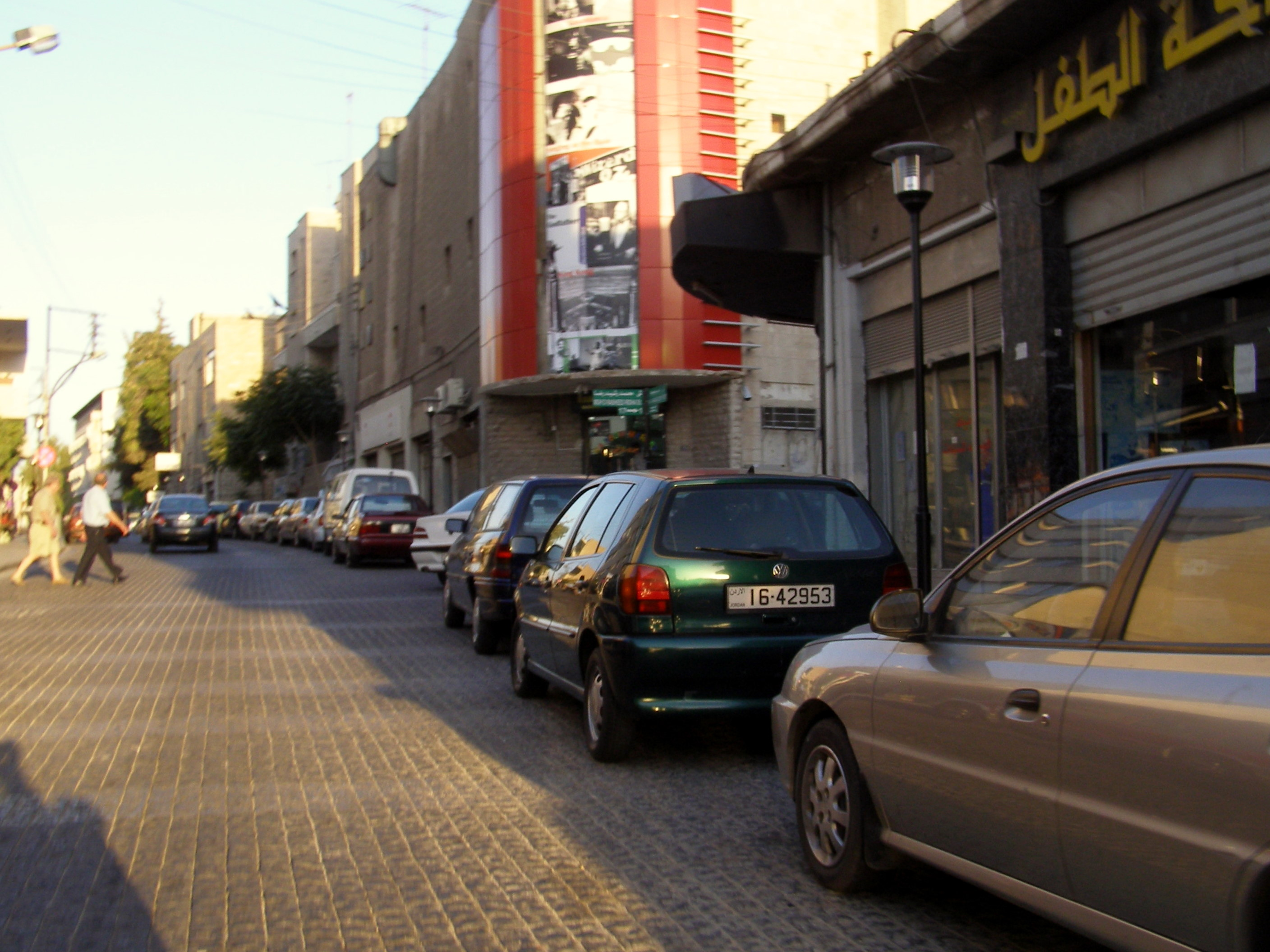
Cinema Arco-íris em Jabal Amã, localizada na Rua Arco-íris

Abaixo está a lista de distritos que fazem parte da Grande Amã:
|    | Nome do distrito                                  |
| -- | ------------------------------------------------- |
| 1  | Al Abdali                                         |
| 2  | Abu Nseir                                         |
| 3  | Al Nusr                                           |
| 4  | Al Qweismeh, Al Jweideh, Abu ‘Alanda and Al Raqim |
| 5  | Al-Jarmuque                                       |
| 6  | Al-Jezah                                          |
| 7  | Al-Mowaqar                                        |
| 8  | Al-Mqabalain                                      |
| 9  | Badir                                             |
| 10 | Badir Al-Jadeeda                                  |
| 11 | Basman                                            |
| 12 | Husban                                            |
| 13 | Jbeiha                                            |
| 14 | Khraibet Essouq                                   |
| 15 | Marj Al Hamam                                     |
| 16 | Marka                                             |
| 17 | Medina                                            |
| 18 | Nawoor (Na'our)                                   |
| 19 | Ohud                                              |
| 20 | Ras Al-ain                                        |
| 21 | Sahab                                             |
| 22 | Shafa Badran                                      |
| 23 | Sweileh                                           |
| 24 | Tárique                                           |
| 25 | Tla’ Al ‘Ali                                      |
| 26 | Wadi Al Seer                                      |
| 27 | Zahran                                            |

## Transportes

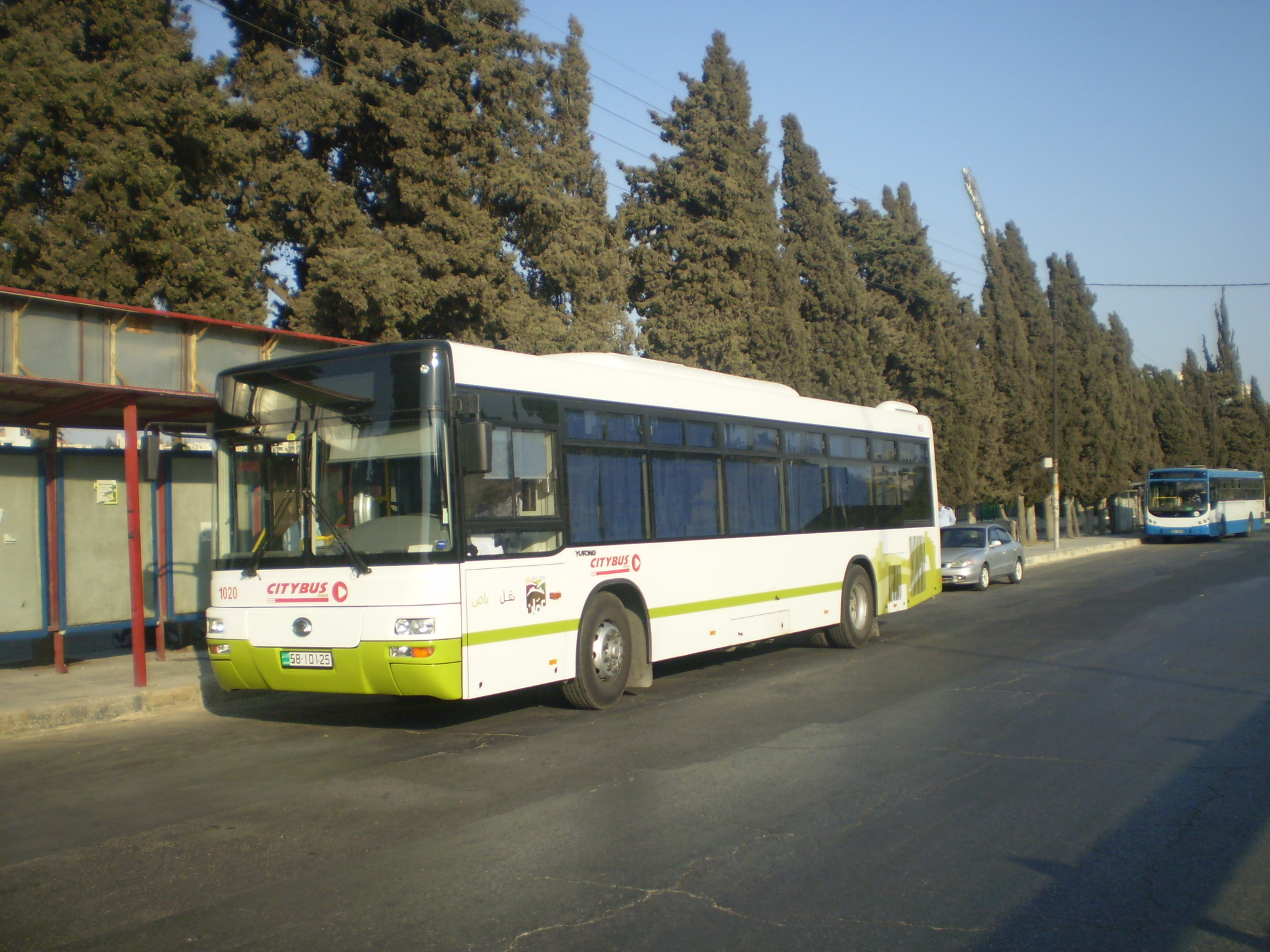
Ônibus da cidade

O maior aeroporto da cidade é o Aeroporto Internacional Rainha Alia. Situado ao sul e a cerca de 30 minutos do centro de Amã, é o maior aeroporto internacional da Jordânia. O aeroporto tem três terminais, sendo dois de passageiros e um de carga, e em 2007 passaram pelo aeroporto entre 4 a 5 milhões de passageiros. O aeroporto está em fase de expansão, incluindo um novo terminal que irá custar US$ 700 000 000,00, que permitirá ao aeroporto de lidar com mais de 9 milhões de passageiros por ano. Uma nova linha ferroviária que está a ser construída ligará o Aeroporto Internacional Rainha Alia, com Rağadan, Mahatta e Zarca.
O Aeroporto Internacional Marka é um aeroporto de um terminal que serve principalmente a voos domésticos e as rotas internacionais próximas, serve também a aviões militares.
A estrada de ferro Hejaz, construída no início do século XX, era usada primeiramente por peregrinos para a chegar às cidades sagradas de Meca e Medina, mas agora a linha férrea é utilizada por turistas. Há novos projetos em construção para adicionar mais linhas ferroviárias á malha do Reino, a maioria das quais vai passar por Amã, e a construção de linhas de metrô e anéis viários para desafogar o trânsito da capital.

## Economia

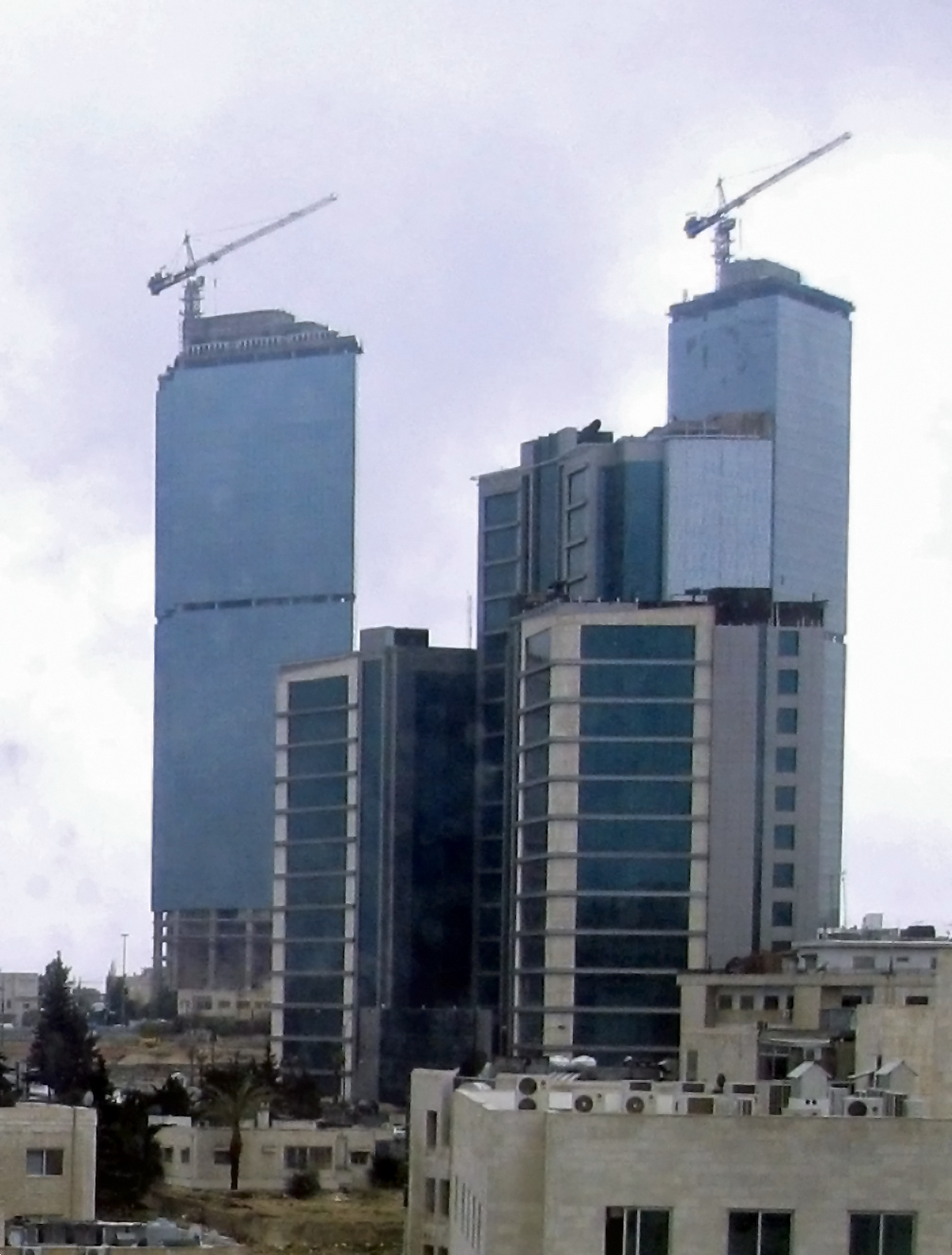
Jordan Gate Towers

Amã é um centro regional de comunicações, transportes, turismo, saúde, educação e investimentos. Amã posicionando-se agressivamente como um centro de negócios e novos projetos que estão continuamente transformando o desenho geográfico da cidade. Após a Guerra do Iraque de 2003, todas as transações comerciais e fluxos financeiros com o Iraque eram feitas através de Amã. Seu aeroporto, Rainha Alia é o hub da companhia aérea nacional, a Royal Jordanian, que é uma grande companhia aérea na região. Atualmente Amã experimenta um rápido crescimento econômico, mas principalmente imobiliário com grande expansão de áreas residenciais, com destaque também para a área de bancos e finanças.
Amã hoje é chamada de "Nova Beirute" e capital comercial da região do Levante Mediterrâneo. Os projetos de construção da Abdali Urban Regeneration Project e da Jordan Gate Towers and TAJ Mall reafirmam os títulos que a capital vem recebendo. Como a Jordânia vem se tornando conhecida como a porta de entrada para o Iraque e os territórios palestinos, e também as políticas de livre comércio com os países vizinhos, Amã aglutina o potencial de negócios e monopólio do comércio do Levante Mediterrâneo.
Investimento pesado na Região da Grande Amã em infraestrutura, como a expansão do Aeroporto Rainha Alia, uma ferrovia que cortará todo o território nacional, dispostas a facilitar a chegada de milhões de novos visitantes e toneladas de carga por estas, Amã está prestes a se tornar um polo regional. A crescente importância de Amã para a reconstrução do Iraque e da economia em desenvolvimento dos territórios palestinianos fazem esses investimentos serem inevitáveis.

## Galeria

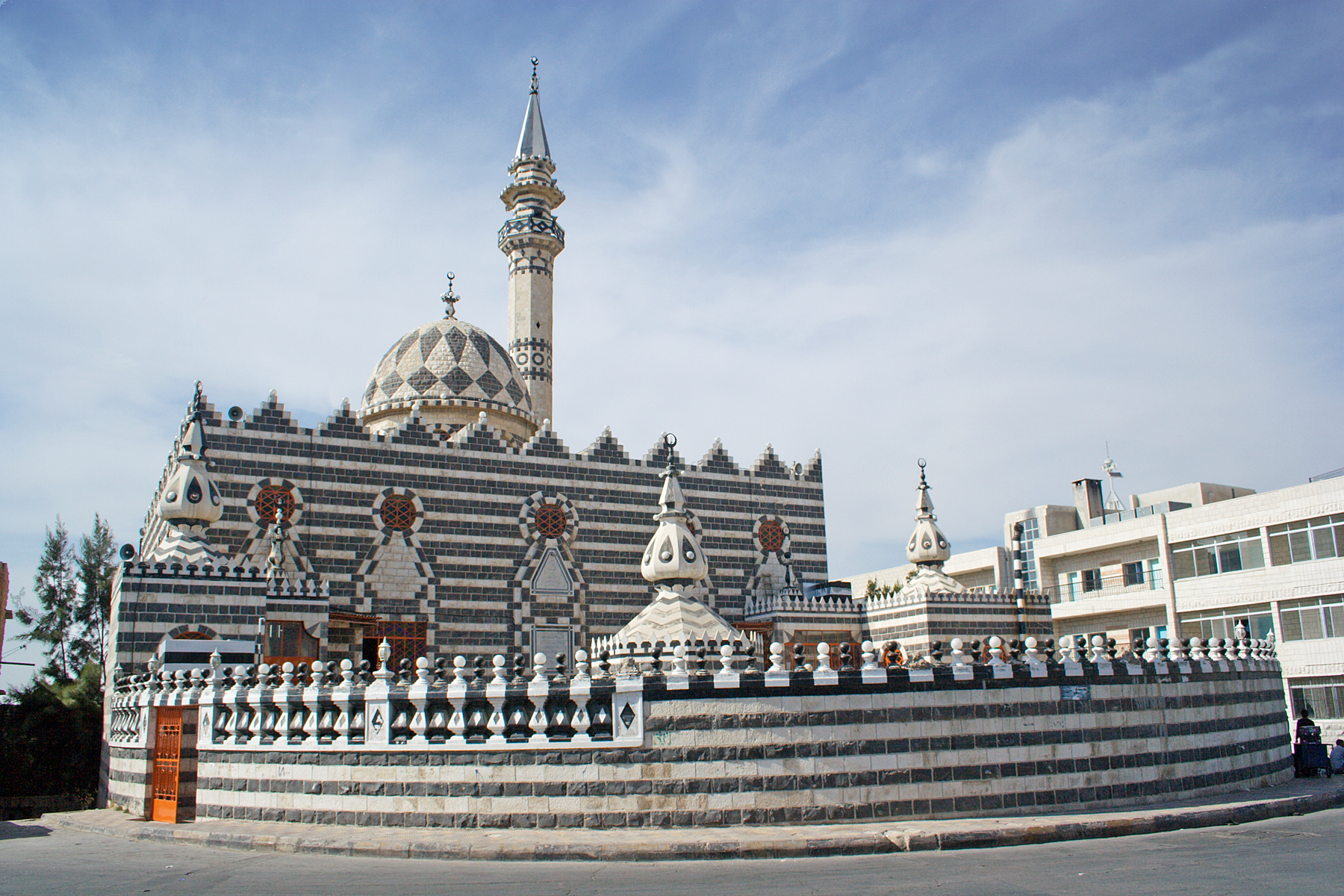
Mesquita de Abu Darweesh
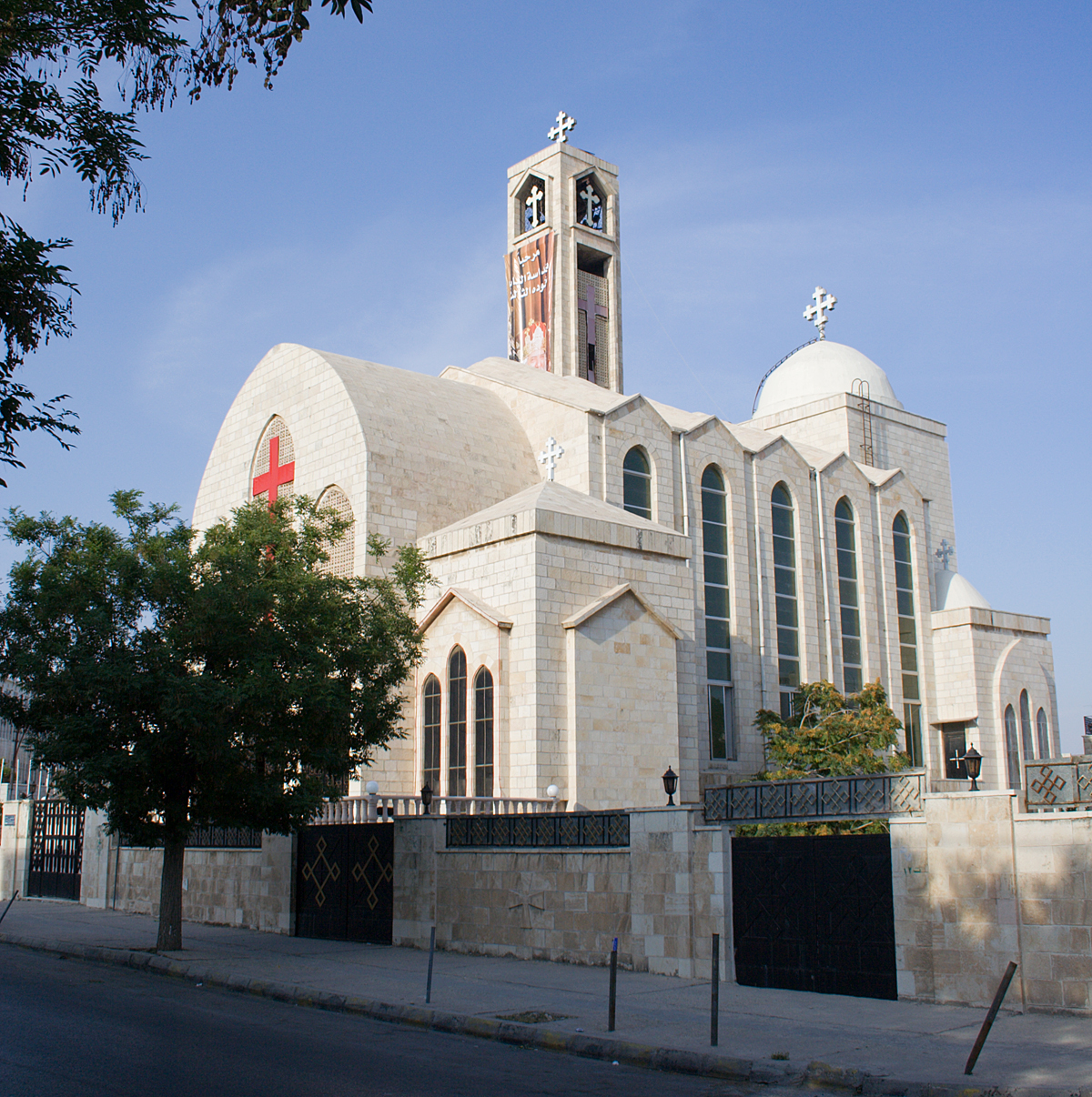
Uma Igreja Copta é um exemplo da diversidade religiosa de Amã
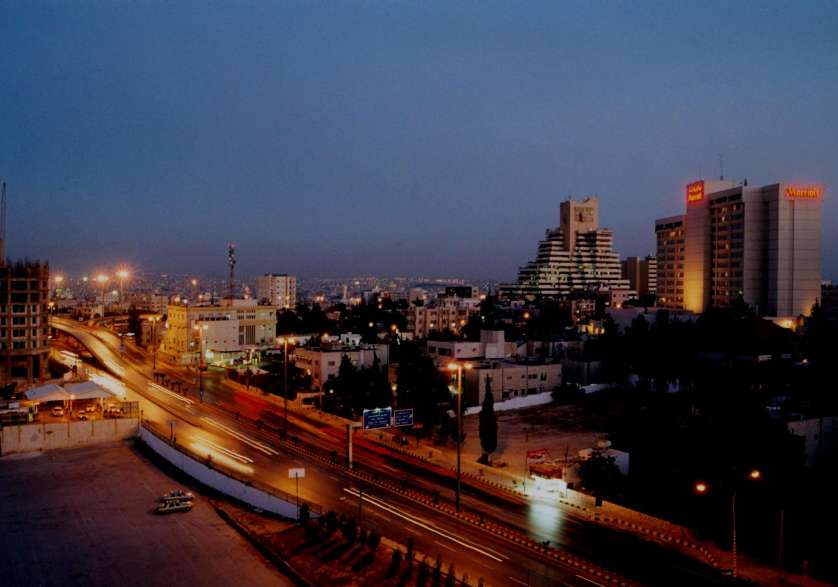
Vista do Hotel Regency de Amã
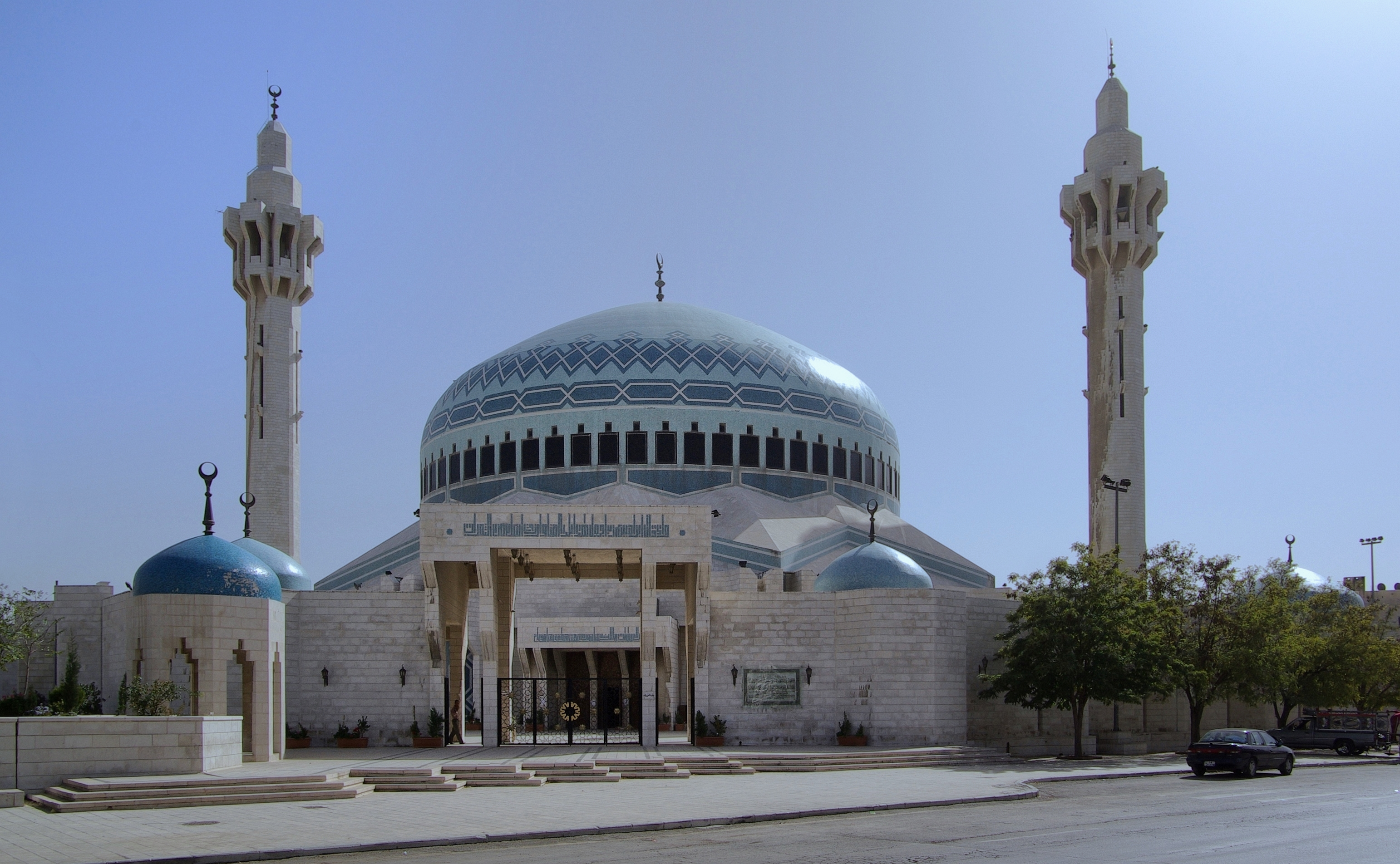
Mesquita do Rei Abedalá I
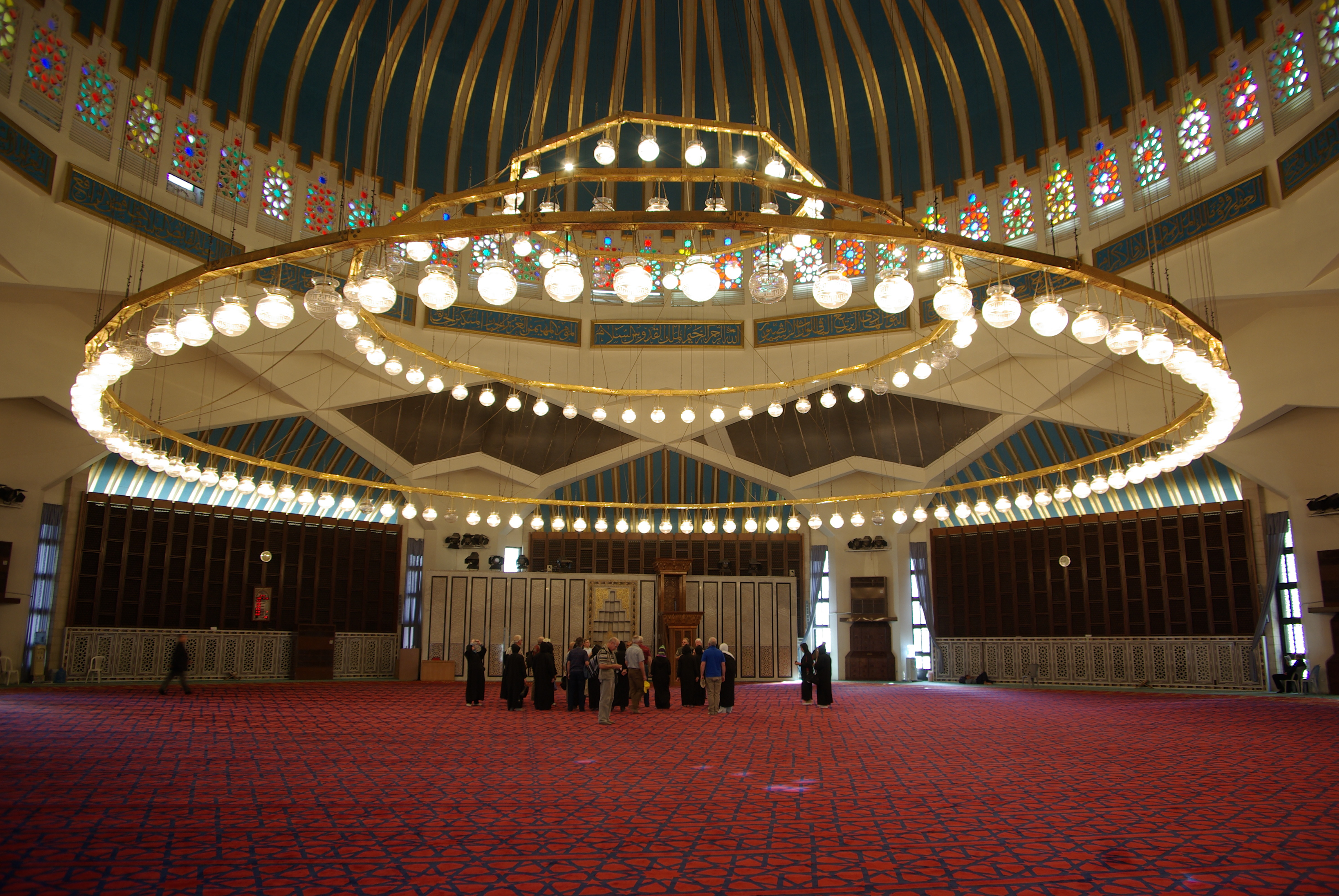
Vista interna da Mesquita do Rei Abedalá I
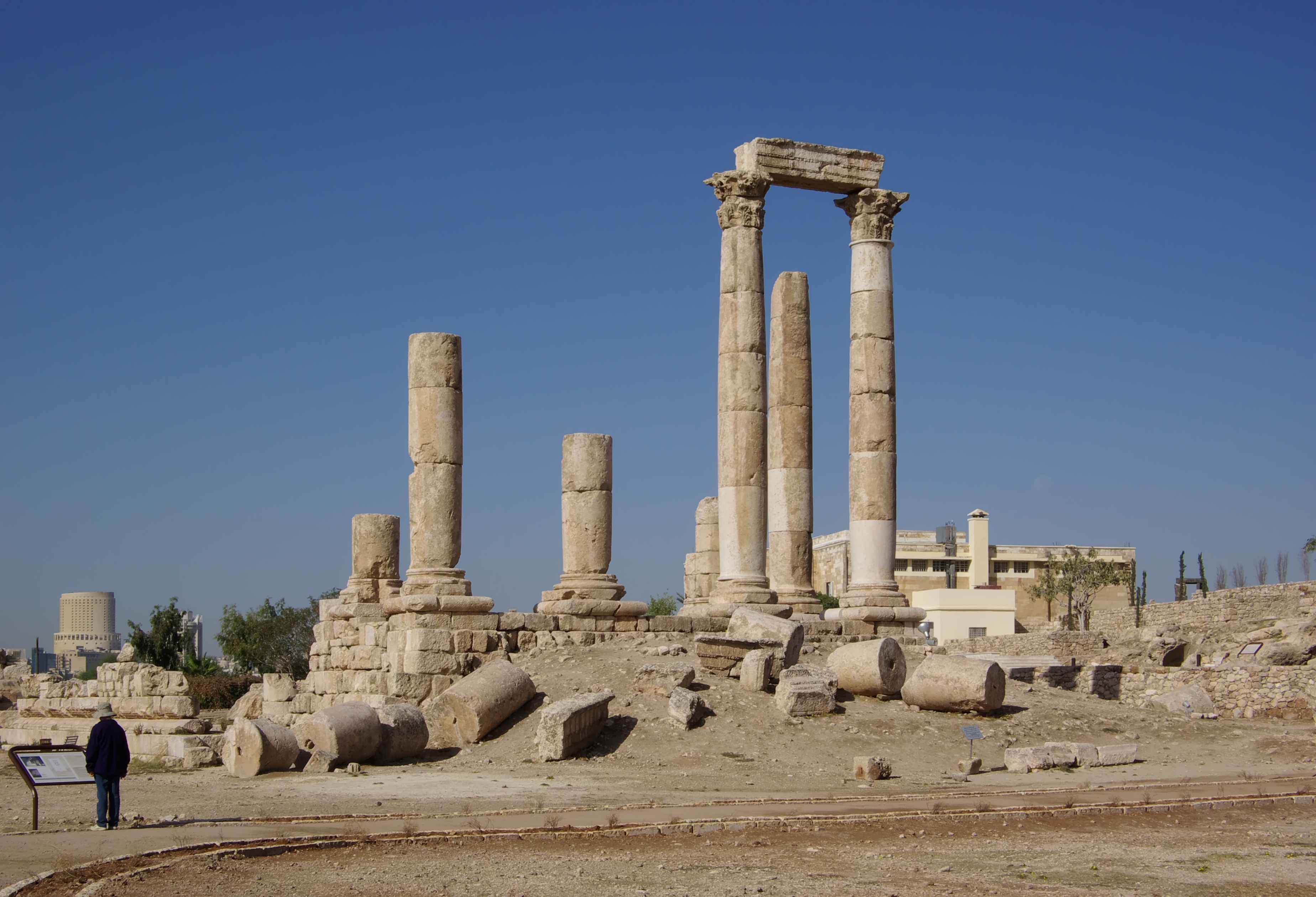
Templo de Hércules

## Cidades-irmãs
| - Argel, Argélia (1998) - Bucareste, Romênia (1999) - Nuaquexote, Mauritânia (1999) - Tunis, Tunísia (1999) - Sófia, Bulgária (2000) - Beirute, Líbano (2000) - Pretória, África do Sul (2002) - Tegucigalpa, Honduras (2002) - Chicago, Estados Unidos (2004) - Genebra, Suíça (2005) - Milão, Itália (2005) - Calabria, Itália (2005) - Saraievo, Bósnia e Herzegovina (2005) - Moscou, Rússia (2005) - Província Central, Barém (2006) - Bisqueque, Quirquistão (2006) | - Mascate, Omã (1986) - Paris, França (1987) - Jedá, Arábia Saudita (1988) - Cairo, Egito (1988) - Rabat, Marrocos (1988) - Islamabade, Paquistão (1989) - Bagdá, Iraque (1989) - Saná, Iêmen (1989) - Pequim, China (1990) - Ancara, Turquia (1992) - Cartum, Sudão (1993) - Nalchik, Rússia (1994) - Miami, Estados Unidos (1995) - Doa, Qatar (1995) - Istambul, Turquia (1997) - São Paulo, Brasil, (1997) |